# Enhydrosoma sarsi
Enhydrosoma sarsi är en kräftdjursart som först beskrevs av T. Scott.  Enhydrosoma sarsi ingår i släktet Enhydrosoma och familjen Cletodidae. Arten är reproducerande i Sverige. Inga underarter finns listade i Catalogue of Life.